# شيك الدفع (فلم)
شيك الدفع (بالإنجليزية: Paycheck) هو فيلم أكشن خيال علمي أمريكي من إخراج جون وو وبطولة بن أفليك، أوما ثورمان، آرون إيكهارت، بول جياماتي، مايكل ك. هول، جو مورتون وكولم فيور. صدر الفيلم في 25 ديسمبر 2003.

## وصلات خارجية
- شيك الدفع على موقع IMDb (الإنجليزية)
- شيك الدفع على موقع ميتاكريتيك (الإنجليزية)
- شيك الدفع على موقع روتن توميتوز (الإنجليزية)
- شيك الدفع على موقع نتفليكس (الإنجليزية)
- شيك الدفع على موقع قاعدة بيانات الأفلام العربية
- شيك الدفع على موقع ألو سيني (الفرنسية)
- شيك الدفع على موقع Turner Classic Movies (الإنجليزية)
- شيك الدفع على موقع أول موفي (الإنجليزية)
- شيك الدفع على موقع بوكس أوفيس موجو (الإنجليزية)
- شيك الدفع على موقع فيلمافينيتي (الإسبانية)